# Guananico
Guananico é um município da República Dominicana pertencente à província de Puerto Plata.
Tem uma área de 58,2 quilômetros quadrados (22,40 milhas quadradas) e uma população de 8 954 habitantes em 2012, dos quais 3.025 vivem na parte urbana e 5.929 na zona rural. É o mais jovem, menor e menos populoso dos oito municípios na província de Puerto Plata.

## História
Guananico é um topônimo de origem indígena e de acordo com versões compiladas de várias fontes e dados bibliográficos, está associado com Guacanagarix, um cacique na ilha de Santo Domingo do século XV.

## Origens
Fidedignos afirmam que o município foi fundado entre os anos de 186 e 1870, muito próximo a anexação à Espanha, feita por Pedro Santana no ano de 1861.

## Economia
Sua base econômica é a agricultura, cultivando café e cacau, sementeira em menores quantidades de feijão, milho e melancia. Tem muitas árvores de fruto, tais como as do abacate, manga, laranja-amarga, laranja regular e o tamarindo.
Existem cerca de 3 312,5 hectares apropriados para cultivar principalmente cacau, café, guineos, yuccas, banana e algumas frutas cítricas. Com relação à pecuária, existem cerca de 15 000 bovinos e suínos.